# Lázok János (irodalomtörténész)
Lázok János (Bánffyhunyad, 1954. február 18. –) erdélyi magyar irodalomtörténész, kritikus.

## Életútja
Szülőhelyén végezte a középiskolát (1973), a Babeș–Bolyai Tudományegyetemen magyar-angol szakos tanári diplomát szerzett (1978). A disznajói Általános Iskola tanára (1978-82), majd Marosvásárhelyen a Pedagógusok Háza magyar tanári szakkörének vezetője. 1990 óta az Erdélyi Figyelő szerkesztőségének tagja, 1994-től főszerkesztője, 1992-től a lapot előállító Custos Kft. keretében vállalt tisztséget. A csíkszeredai székhellyel alakult Interdialog Társaság vezető tanácsának tagja. 1994 óta tanít a marosvásárhelyi Színművészeti Akadémia magyar tagozatán. 2000 óta a Symbolon című marosvásárhelyi színháztudományi folyóirat szerkesztőségi titkára, majd főszerkesztő-helyettese.

## Irodalmi munkássága
Első írását a Korunk közölte (1977); itt s az Igaz Szó, A Hét, NyIrK hasábjain jelentek meg tanulmányai; az Irodalomtudományi és stilisztikai tanulmányok 1984-es kötetében szerepel. Újabb tanulmánya Szőcs Géza Kilátótorony és környéke c. verseskötetének gondolatvilágáról szól (Meddig nyávognak a vasmacskák? Korunk 1978/7). Több tanulmányban vizsgálta Sütő András drámái kapcsán a történeti beleélést múlt és jelen helyzet- és jellemazonosságaiban. A céltól az eszközig: a Sütő-novelláktól a Sütő-drámákig c. témanyitását (NyIrK 1981/1) követték A szúzai menyegző elemzései (A Hét 1981/9; Korunk 1983/9), közben a Csillag a máglyán Seprődi Kiss Attila-féle rendezéséhez fűzött kritikai észrevételeket (Korunk 1983/2). E feldolgozások menetében született (kéziratban évek óta készen álló) átfogó monográfiája Sütő András drámatrilógiájáról az Egy lócsiszár virágvasárnapja, a Csillag a máglyán és a Káin és Ábel szerkezeti s értelmi egybecsengései alapján.
Kötete: Erdély magyar egyeteme : 1944-1949. (társszerzővel, Marosvásárhely, 1995).

## Művei
- Erdély magyar egyeteme, 1944-1949, 1-2.; Custos–Mentor, Marosvásárhely, 1995-1998
  - 1. Csőgör Lajos emlékirata. Dokumentumok, 1944-1945; vál., szöveggond., szerk. Lázok János és Vincze Gábor, bev., jegyz. Vincze Gábor; Custos, Marosvásárhely, 1995
  - 2. Dokumentumok 1945-1949; vál., gond., szerk. Lázok János és Vincze Gábor, bev. Vincze Gábor; Mentor, Marosvásárhely, 1998
- Sütő András drámatrilógiája; Custos–Mentor, Marosvásárhely, 1997
- Káli Nagy Lázár visszaemlékezései. Az erdélyi magyar színészet hőskora, 1792-1821; szerk. Lázok János; 3. jav. bőv. kiad.; Mentor, Marosvásárhely, 2009 (Erdélyi ritkaságok sorozat)
- Szabó Lajos: Hűség. Három dráma; vál., szerk., előszó, jegyz. Lázok János; UArtPress, Marosvásárhely, 2012
- (M)ilyen gazdagok vagyunk(?). Sütő András műhelykonferencia. A marosvásárhelyi Művészeti Egyetemen, a Magyar Művészeti kar szervezésében tartott konferencia előadásai. Marosvásárhely, 2014. október 29-30.; szerk. Lázok János; Polis–UArtPress, Kolozsvár–Marosvásárhely, 2015